# 野蟌属
野蟌属（学名：Agriomorpha）是山蟌科下的一个属。

## 下属物种
本属包括以下物种：
- 白尾野蟌 Agriomorpha fusca May, 1933